# Lotnisko Bałczik
Lotnisko Bałczik (ICAO: LBWB) – lotnisko położone w Bałcziku, w obwodzie Dobricz, w Bułgarii.